# Ula Ložar
Ula Ložar, slovenska pevka, * 24. januar 2002, Ljubljana, Slovenija.
15. novembra 2014 je Slovenijo zastopala na Mladinski pesmi Evrovizije s pesmijo Nisi sam/Your Light, ki sta jo napisala Raay in Marjetka Vovk. Z 29 točkami se je uvrstila na 12. mesto. To je bil prvi nastop Slovenije na tem tekmovanju.

## Festivali

### EMA
- 2019: Fridays - 4. mesto

## Diskografija

### Pesmi
| Naslov                                                                                               | Leto | Položaj na lestvici | Album              |
| Naslov                                                                                               | Leto | SLO                 | Album              |
| --- | ---- | ------------------- | ------------------ |
| "Nisi sam (Your Light)" ( z Raay, Marjetka Vovk, Erika Mager, Lucienne Lonchina )                    | 2014 | —                   | Singli brez albuma |
| "White Christmas / Bel božič" ( z Maraaya, BQL, Nika Zorjan, Manca Špik, Luka Basi and Klara Jazbec) | 2017 | 28                  | Singli brez albuma |
| "Fridays" ( z Maraaya , Anej Piletič, Charlie Mason and Raay music)                                  | 2019 | —                   | Singli brez albuma |